# Bhadrapura, Sorab
Bhadrapura là một làng thuộc tehsil Sorab, huyện Shimoga, bang Karnataka, Ấn Độ.